# Polyommatus varoricutalis
Polyommatus varoricutalis är en fjärilsart som beskrevs av Otto Staudinger. Polyommatus varoricutalis ingår i släktet Polyommatus och familjen juvelvingar. Inga underarter finns listade i Catalogue of Life.